# Акустична музика

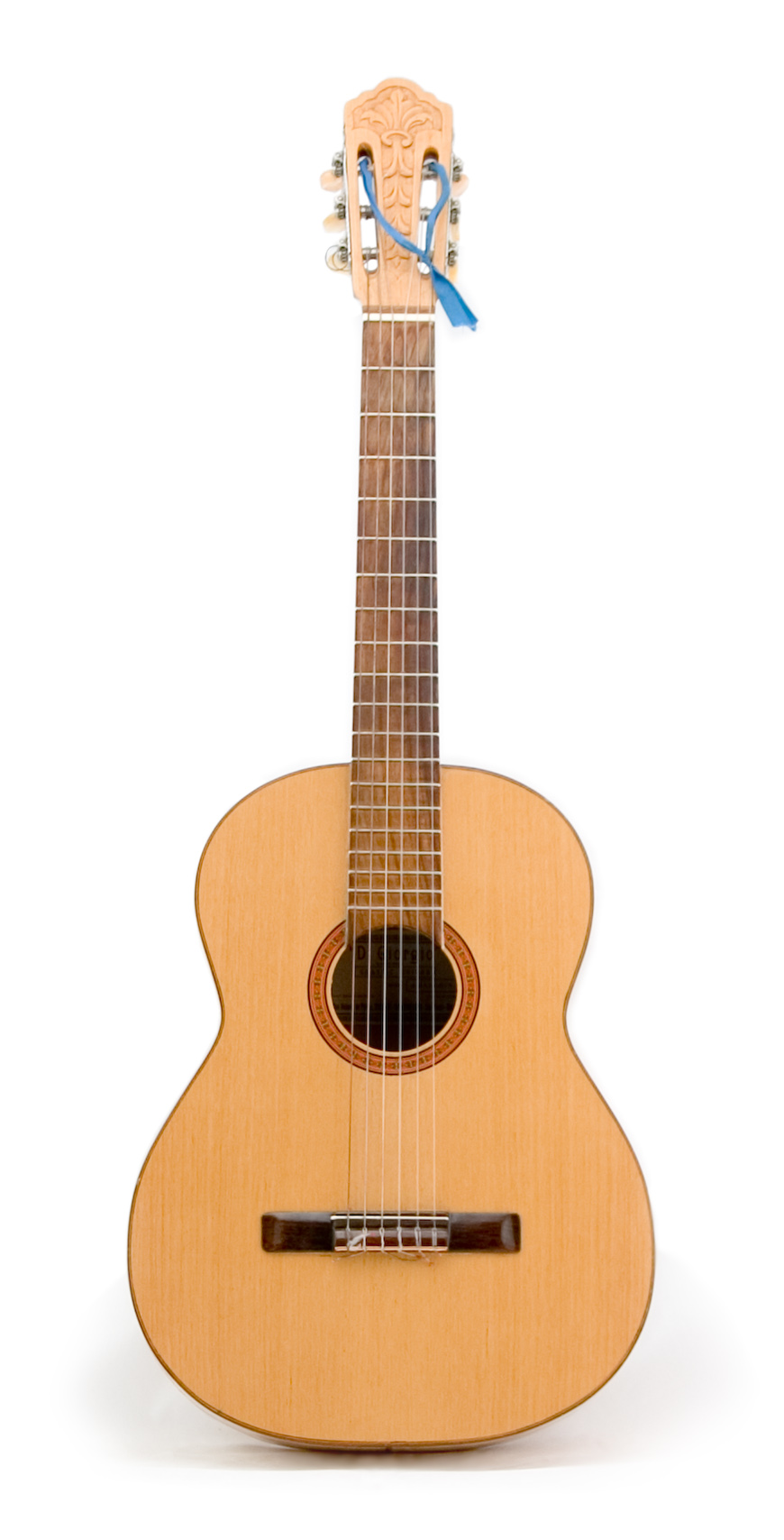
Класична гітара

Акустична музика — це термін, який охоплює всі види музики, для створення якої використовуються — виключно, або найбільшою мірою — інструменти, звук з яких продукується виключно акустичним способом, на відміну від способу електричного чи електронного. Ретронім «акустична музика» виник після появи електричних інструментів, таких як електрогітара, електрична скрипка, електричний оргáн та синтезатор.
Виконавці акустичної музики часто підвищують вихідний звук за допомогою електронних підсилювачів. Однак такі підсилювальні пристрої — відокремлені від музичного інструменту, звук якого вони повинні підсилювати, що дає змогу чітко відтворювати його природне звучання. Часто підсилення звуку відбувається в інший спосіб — перед акустичним інструментом розміщують мікрофон, який з'єднується із підсилювачем через проводове з'єднання.
Вслід за ростом популярності телевізійного шоу під назвою «MTV Unplugged», яке транслювалося у 1990-х, акустичні (проте в більшості випадків — таки електронно підсилені) виступи музичних виконавців (в основному ґрандж-гуртів), які зазвичай виконували свою музику на електричних інструментах — стали неофіційно називати «відключеними» (англ. "unplugged") виступами. Цей напрям іноді також визначався як «акустичний рок».
У статті для журналу Splendid, музичний оглядач Креґ Конлі висловив таке припущення:

| «Коли музику називають акустичною, „відключеною“, або „бездротовою“ — схоже, мається на увазі те, що інші види музики — захаращені технологіями та музичним перевиробництвом, а тому — не настільки бездоганні.»[3] Оригінальний текст (англ.) [«When music is labeled acoustic, unplugged, or unwired, the assumption seems to be that other types of music are cluttered by technology and overproduction and therefore aren't as pure.»] Помилка: [undefined] Помилка: {{Lang}}: немає тексту (допомога): текст вже має курсивний шрифт (допомога) |